# سالمون بروک (کنتیکت)
سالمون بروک (به انگلیسی: Salmon Brook) یک منطقهٔ مسکونی در ایالات متحده آمریکا است که در کنتیکت واقع شده‌است. سالمون بروک ۷٫۸ کیلومتر مربع مساحت و ۲٬۳۲۴ نفر جمعیت دارد و ۶۵٫۵۳ متر بالاتر از سطح دریا واقع شده‌است.